# Epiphragma (Epiphragma) breve
Epiphragma (Epiphragma) breve is een tweevleugelige uit de familie steltmuggen (Limoniidae). De soort komt voor in het Oriëntaals gebied.